# Il concetto di tempo
Il concetto di tempo (Der Begriff der Zeit) è un'opera scritta da Martin Heidegger nel 1924.

## Contenuto
Il brevissimo testo corrisponde ad una conferenza tenuta da Heidegger a Marburgo presso la facoltà di teologia, dove fu chiamato a parlare del rapporto tra il tempo e l'esistenza. L'opera affronta il tema principale del tempo e i temi connessi dell'esistenza e dell'essere, che saranno sviluppati nell'opus maius del 1927 Essere e tempo.
Heidegger prende in considerazione il tempo oggettivo con riferimento alla scienza moderna, in particolare alla fisica di Newton e alla matematica di Galileo, e alla tecnica sia come prassi materiale che come metafisica. Il tempo oggettivo è il tempo della natura, cioè quel tempo che fa riferimento alle scienze fisiche e matematiche, le quali lo intendono come oggetto misurabile e calcolabile. Dunque, la scienza risponde alla domanda che cosa sia il tempo e lo misura attraverso un opportuno strumento che è l'orologio. Heidegger critica questa concezione oggettiva del tempo perché è creazione stessa della scienza (la suddivisione che l'orologio fa del tempo in determinati istanti è suddivisione arbitraria e una volta scelta l'unità di misura viene ripetuta ciclicamente dall'orologio) e inoltre, riducendo il mondo ad oggetto misurabile, non realizza una forma di conoscenza ma di controllo, cioè riduce il mondo a oggetto disponibile per se stessa.
In seguito analizza la soggettività del tempo con riferimento alla teoria di Agostino e implicitamente a quella di Bergson. Agostino è il punto di partenza per porre in maniera adeguata l'interrogazione sul tempo: infatti ne parla senza chiedersi che cos'è il tempo e di conseguenza senza rispondere il tempo è questo, cioè non pretende di ridurlo a una definizione esaustiva (come ha sempre fatto la metafisica). Inoltre, Agostino in modo decisivo riconduce il tempo a quello che lui chiama il sentirmi, cioè riconduce il tempo alla dimensione dell'interiorità dell'io. Viene citato il seguente passo: io misuro il sentirmi nell'esistenza presente, non le cose che passano affinché esso sorga. Per Heidegger questa concezione è adeguata perché riconosce lo stretto rapporto che sussiste tra il tempo e l'esserci (modo di essere dell'essere), ma è anche inadeguata perché è parziale, limitata, incompleta poiché intende il tempo solo su un versante, quello gnoseologico.
Secondo Heidegger il tempo (Zeit) non è il tempo oggettivo della scienza, né il tempo soggettivo della conoscenza, ma è il tempo dell'esistenza, cioè il tempo è modalità dell'esserci dell'essere, è il modo non soltanto attraverso cui l'esserci conosce il mondo, ma sceglie di esistere nel mondo. L'Essere progredisce e si manifesta all'uomo attraverso lo strumento-tempo. Il tempo diventa così un punto fondamentale per regolare e spiegare la vita in un senso strettamente ontologico. L'uomo e il tempo sono in teoria disconnessi, ma filosoficamente uniti da uno scopo esistenziale che si basa sulla continua conoscenza. Dunque, il testo presenta una concezione ermeneutica-cairologica del tempo: il tempo, nel suo senso originario, è Kairos cioè momento buono per agire, per decidere. In tal modo gli istanti non si equivalgono perché ognuno è indice della particolare scelta, azione che muove l'individuo (il momento è eterno).